# 薬師院仁志
薬師院 仁志（やくしいん ひとし、1961年 - ）は、日本の社会学者、帝塚山学院大学教授。
専門は社会学理論、現代社会論、教育社会学。『地球温暖化論への挑戦』で注目される。大阪市生まれ。

## 略歴
- 関西学院大学社会学部、京都大学教育学部卒業
- 京都大学大学院教育学研究科教育方法学専攻修士課程修了
- 京都大学大学院教育学研究科教育社会学専攻博士後期課程中退
- 京都大学教育学部助手
- 帝塚山学院大学文学部専任講師
- 1998年 帝塚山学院大学文学部助教授
- 2007年 帝塚山学院大学文学部教授

## 主義・主張

### アメリカ化に対する意見
自著『英語を学べばバカになる グローバル思考という妄想』ではアメリカ型のグローバル・スタンダードを幻想であるとしており、英語を学ぶことに呪縛されれば専門的な知識や技能を身に着ける機会を失い、外国と言えばアメリカしか見えなくなるようになりかねないと忠告している。日本人の多くが大学生になっても英語ばかりを履修する状況については「東京大学や京都大学の大学院生でさえも、ほとんどの者は英語以外の外国語文献が読めない。これが『世界を知り、世界にアクセスする』という日本の国家戦略の実像なのである。日本の知る世界は、何と小さくなってしまったことであろうか」と嘆いており、アメリカから入ってくる情報に偏ってしまっている状況を指摘している。

### アメリカとヨーロッパの比較
アメリカの民主主義が「下からの民主主義」であるのに対してヨーロッパの民主主義が「上から仕切る民主主義」であるとしており、それについて著書の中で説明している。アメリカは下層から意見を発信する社会であり、上から仕切る力が弱いがゆえに訴訟社会になっているとも解説している。

### 各国の英語力についての主張
薬師院は1億人以上の母語人口がある日本が英語大国になることは不可能としている。フランスについても、フランス語は歴史的に見ても外交において支配的であるなど言語として強力であったため、ヨーロッパの先進国では英語力が最低レベルであると説明しており、同時にフランスには自国民が英語を勉強しなくても世界中から観光客を集める文化や歴史があると解説している。逆にスウェーデンやフィンランドを、自国言語の弱小性、言い換えれば母語人口の少なさ（前者は2004年時点で457万人強、後者は2003年で約519万人）故に一般市民が外国語である英語を話す例外的な国として挙げている。
また、英語を「第二言語」とするエチオピアの非識字率が総務省統計局の『世界の統計2004』によると59.7%となっていることなどについても触れており、薬師院は「自国語の読み書きさえできない人々が、英語力に優れているはずはないであろう」と、英語が世界に浸透しているという報告にカラクリがあることを追及した。
2004年の秋、バンコクに出掛けたところ、現地の人々の英語力が普通の日本人と同様程度、あるいは日本の学校で英語を習っただけの薬師院を下回る程度であったといい、英語をマスターすれば世界中の人とコミュニケーションが取れるという教え子の学生の考えは薬師院本人の実体験とは合致しないと自著で伝えている。薬師院は、大阪市内で生活する分には英語はいらないと伝えており、近所のマクドナルドでは「イモ!」と言えばちゃんとフライドポテトが出てくるのであると実体験に基づく主張をしている。逆に英語ができるからと言って社会生活が成り立つという訳ではなく、フランスではフランス語を話さなければ、たとえ英語を話せたとしても電気や電話やガスを引くための交渉も、銀行口座を開くことも、インターネットプロバイダと契約することも、病院の受付で診察を申し込むことも、友達を作ることもできないと著書に書いている。

### その他
仕事を行う上で一番大切なのは英語の能力ではなく仕事に関する専門知識であり、英語を身に着けて出世を目指すことは英語の勉強をしてメジャーリーガーになるという論理に近いとも話している。

## 著書
- 『禁断の思考 社会学という非常識な世界』（八千代出版、1999年）
- 『地球温暖化論への挑戦』（八千代出版、2002年）
- 『英語を学べばバカになる グローバル思考という妄想』（光文社新書、2005年）
- 『日本とフランス二つの民主主義 不平等か、不自由か』（光文社新書、 2006年）
- 『民主主義という錯覚 日本人の誤解を正そう』（PHP研究所、2008年）
- 『社会主義の誤解を解く』（光文社新書、2011年）
- 『日本語の宿命 なぜ日本人は社会科学を理解できないのか』（光文社新書、2012年）
- 『政治家・橋下徹に成果なし。』（牧野出版  2015年）
- 『「文明の衝突」はなぜ起きたのか : 対立の煽動がテロの連鎖を生む』（晶文社、2017年）
- 『ポピュリズム : 世界を覆い尽くす「魔物」の正体』（新潮社,、2017年）

### 共著書
- « La minorité okinawaïenne à Osaka », Ronan Le Coadic (sous la dir. de), Identités et société de Plougastel à Okinawa. Presses universitaires de Rennes, 2007, 376p., p.215-225. (ISBN : 978-2-7535-0418-9)
- « Le rôle théorique et potentiel des marchés organisés », Hiroko Humbert-Amemiya (sous la dir. de). Du Teikei aux AMAP : Le renouveau de la vente directe de produits fermiers locaux. Presses universitaires de Rennes, 2011, 354p., p.253-263. (ISBN : 9782753512979)
- 『公共図書館が消滅する日』薬師院はるみ共著、牧野出版、2020.5

## 翻訳
- シエイエス『〈新訳〉第三身分とは何か』（PHP研究所、2009年）

## テレビ出演歴
- 『朝まで生テレビ!』2012年1月27日（テレビ朝日）[15] - 『橋下主義を許すな！』の共著者の立場から、反橋下派パネリストとして出演。橋下の選挙手法や選挙公約に矛盾があると指摘。